# Андратинский
Андратинский — сельский населённый пункт в Черноземельском районе Калмыкии. Входит в состав Артезианского сельского муниципального образования.

## География
Посёлок расположен на Прикаспийской низменности, на левом берегу реки Кума в 33 км к западу от посёлка Артезиан.

## История
Дата основания населённого пункта не установлена. Впервые обозначен на карте РККА 1940 года под названием Андра-Ата. Под тем же названием отмечен на карте 1964 года. Дата присвоения названия Андратинский не установлена. Под этим названием посёлок впервые обозначен на карте 1984 года

## Население
| 2002 | 2010 | 2013 | 2014 |
| ---- | ---- | ---- | ---- |
| 154  | ↗168 | ↘122 | ↗123 |

Национальный состав
Согласно результатам переписи 2002 года большинство населения посёлка составляли даргинцы (82 %)